# ۲۸ آذر
۲۸ آذر دویست و هفتاد و چهارمین روز از سال در گاه‌شماری خورشیدی است تا پایان سال ۹۱ روز (۹۲ روز در سال کبیسه) باقی‌است.

## رویدادها
- ۱۲۹۰ - آغاز اشغال تبریز توسط روس‌ها
- ۱۳۸۲ - آغاز فعالیت ویکی‌پدیای فارسی
- ۱۳۹۱ - حادثه معدن یال شمال
- ۱۳۹۴ - اجرای حکم قطع انگشتان دست یک سارق در شیراز

## زادروزها
- ۱۳۲۰ - رافائل میناسکانیان، نوازنده
- ۱۳۲۸ - بیژن کامکار، نوازنده و خواننده
- ۱۳۵۲ - سحر زکریا، بازیگر
- ۱۳۵۶ - سپند امیرسلیمانی، بازیگر

## درگذشت‌ها
- ۱۳۷۵ - سروژ استپانیان، مترجم
- ۱۳۸۵ - محمد محمدی اشتهاردی، نویسنده
- ۱۴۰۰ - حیدر قربانی، زندانی سیاسی
- ۱۴۰۲ - توران مهرزاد، بازیگر تئاتر، دوبلور و گوینده رادیو